# 東京都道・埼玉県道108号東京朝霞線

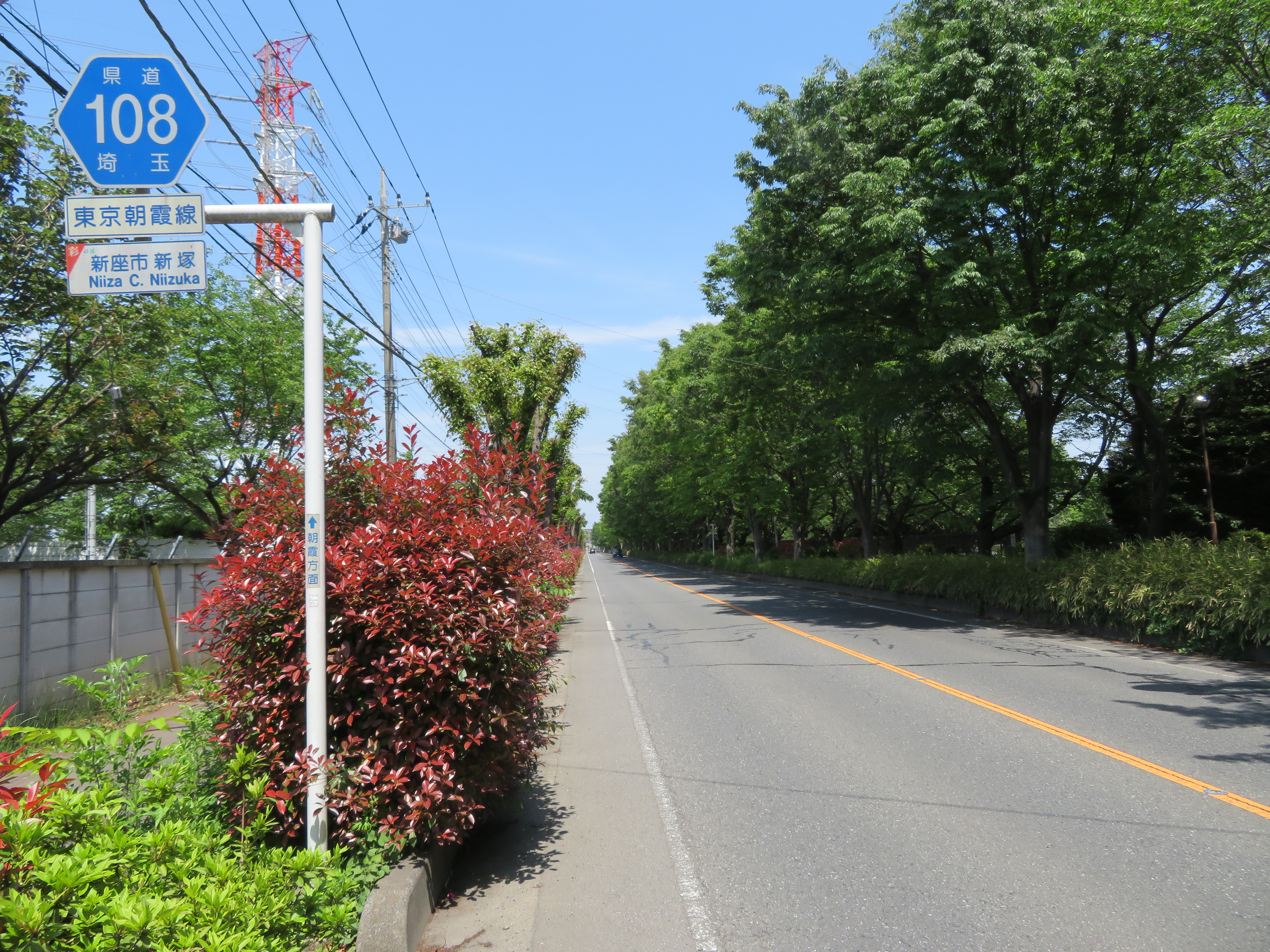
新座市新塚付近

東京都道・埼玉県道108号東京朝霞線（とうきょうとどう・さいたまけんどう108ごう とうきょうあさかせん）とは東京都練馬区大泉町の東京都道68号線との交点から埼玉県朝霞市の中央公園入口交差点に至る一般都道（県道）である。

## 一般名称
- 南大通り：大泉学園九丁目西交差点 - 朝霞中央公園入口交差点
- 別荘橋通り：土支田通りとの交差部（旧 土支田通り交差点） - 大泉学園八丁目交差点

## 路線データ
- 起点：東京都練馬区土支田二丁目42番地横（東京都道68号練馬川口線交点、信号機〈旧 土支田通り交差点〉）
- 終点：埼玉県朝霞市（埼玉県道109号新座和光線交点、朝霞中央公園入口交差点） [1]
- 路線延長
  - 東京都区間：2,811m（実延長）[1]
  - 埼玉県区間：1,748m（実延長）[2]

## 沿革
- 1960年（昭和35年）9月1日 - 埼玉県が県道の路線認定[3]
- 1961年（昭和36年）3月15日 - 東京都が都道の路線認定[4]
- 2021年（令和3年）3月21日 - 東京都練馬区の補助230号線道路（東京都道443号支線）が、土支田通り（練馬区土支田3丁目47番地付近）から大泉町2丁目60番地付近まで部分開通。

主な自動車交通が補助230号線へ移行し、土支田通り手前起点付近の狭隘区間の多交通量が解消された。
これに伴い土支田通り交差点が4方向の信号機から歩行者横断専用信号機に変更された（信号機名も消滅）。

## 通過する自治体
- 東京都
  - 練馬区
- 埼玉県
  - 和光市
  - 新座市
  - 朝霞市

## 重複区間
- なし

## 交差する道路
- 東京都道68号練馬川口線（土支田通り）
- 東京都道443号支線（補助230号線）
- 国道254号（川越街道）
- 埼玉県道109号新座和光線（旧川越街道）

## 沿道の施設等
| 施設                                               | 所在地 | 所在地 |
| -------------------------------------------------- | ------ | ------ |
| 清水山の森（旧清水山憩いの森）                     | 東京都 | 練馬区 |
| 練馬区立大泉町もみじやま公園（旧もみじ山憩いの森） | 東京都 | 練馬区 |
| 東京都立大泉中央公園                               | 東京都 | 練馬区 |
| 陸上自衛隊朝霞駐屯地                               | 東京都 | 練馬区 |
| 大泉障害者支援ホーム（旧東京都立大泉更生園）       | 東京都 | 練馬区 |
| 練馬福祉園（旧東京都立練馬福祉園）                 | 東京都 | 練馬区 |
| 東京都立大泉特別支援学校                           | 東京都 | 練馬区 |
| 練馬区立大泉桜学園（大泉学園桜小学校）             | 東京都 | 練馬区 |
| 練馬区立大泉桜学園（大泉学園桜中学校）             | 東京都 | 練馬区 |
| 練馬区立大泉学園町希望が丘公園                     | 東京都 | 練馬区 |
| 新座市立栄小学校                                   | 埼玉県 | 新座市 |
| 埼玉県立新座総合技術高等学校                       | 埼玉県 | 新座市 |
| 陸上自衛隊朝霞訓練場                               | 埼玉県 | 朝霞市 |
| 労働政策研究研修機構 労働大学校                    | 埼玉県 | 朝霞市 |
| 国税庁 朝霞事務管理センター                        | 埼玉県 | 朝霞市 |
| 埼玉県警察 警備部機動隊                            | 埼玉県 | 朝霞市 |
| 埼玉県警察 朝霞警察署（税務大学校研修所 跡地）     | 埼玉県 | 朝霞市 |
| 埼玉県立朝霞高等学校                               | 埼玉県 | 朝霞市 |

## 備考

### 旧東京都道108号線について
2001年頃までは、現在の東京都道108号線に加えて、大泉学園８丁目交差点から学園北郵便局前信号機で長久保通りを斜めに横切り、練馬区立学園さくら児童公園（大泉学園町７丁目19番地）前で北に折れて、大泉桜学園西交差点から西南西に約50メートルの交差点（大泉学園町7-21-28 付近）までの道路区間も東京都道108号線として指定されていた。このルートは明治期からつづく旧道である。2021年現在は練馬主要区道61号線となっている。なお現在のルートは戦前に開設されたものである。
　1990年代後半に発売されていた道路地図には、主要地方道として108号線のマークとともに当道路が描かれていた。ただし2010年代以降に発売されている道路地図には、都道府県道として着色されていない。
　また、大泉学園８丁目交差点から学園北郵便局前信号機の間が一方通行となっているが、東京都道108号線となっていた当時から一方通行であった。

### 東京都道・埼玉県道108号支線について
2001年頃までは、現在の東京都道・埼玉県道108号線に加えて、現在の大泉学園駅入口第１交差点から北方向へ進み、東京都練馬区東大泉と大泉学園町を南北に縦断し、北園交差点や都民農園交差点を経由し（直進）、新座総合技術高校正門前の交差点で東に折れて、大泉学園９丁目西交差点で108号本線に合流する道路も108号線に（支線）指定されていた。
1990年代以前に発売されている道路地図には、108号線のマークとともに都道府県道として着色されていた。2020年現在の地図には都道府県道とは明記されておらず、都道府県道の着色もされていない。しかしインターネットの地図（Google Mapなど）においては2020年現在でも、東京都・埼玉県境より北側の埼玉県側のみ108号線として明記されている。
2022年現在、練馬区内では練馬主要区道39号線となり、「大泉学園通り」との名称が付与されている。いっぽう埼玉県内では引き続き埼玉県道108号線として管理されている。